# Urorhipis rufifrons
Urorhipis rufifrons là một loài chim trong họ Cisticolidae.